# Namibia Water Corporation

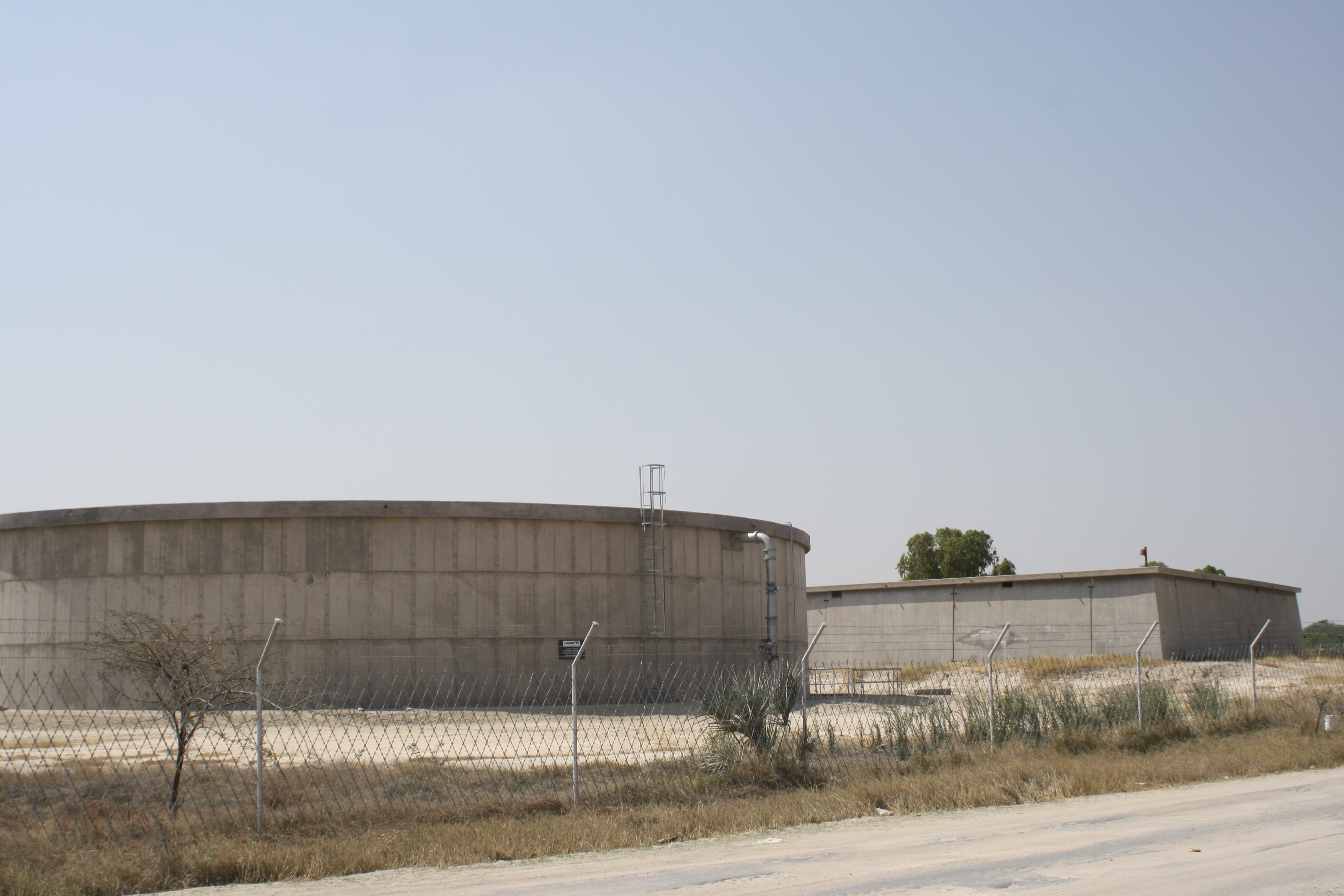
NamWater-Kläranlage in Ongwediva

Namibia Water Corporation Limited (meistens nur kurz NamWater oder Namwater) ist ein öffentliches Wasserversorgungsunternehmen in Namibia mit Sitz in Windhoek. Es entstand 1997 als eine 100-prozentige Tochter des Wasserministeriums und nahm am 1. April 1998 den Geschäftsbetrieb auf.
Namwater betreibt die Großzahl der Staudämme in Namibia und ist einziger Wasserversorger des Landes.